# Deymar Céspedes
Deymar Céspedes Licona (Cochabamba, 13 de julio de 2001) es un futbolista boliviano. Juega como defensa y su actual equipo es Real Potosí de la Asociación de Fútbol Potosí.

## Trayectoria
Se inició en las inferiores de los clubes Jorge Wilstermann y Aurora.
En 2020 se incorporó en Atlético Palmaflor, como un sub-20. Debutó profesionalmente el 22 de enero de 2020 ante el Club Bolívar.
En 2022 rescindió contrato con su club para fichar por Universitario de Vinto.
En 2023 refuerza a Gualberto Villarroel, equipo con el que se proclama campeón de la Copa Simón Bolívar.

## Clubes
| Club                 | País    | Año         |
| -------------------- | ------- | ----------- |
| Atlético Palmaflor   | Bolivia | 2019 - 2022 |
| FC Universitario     | Bolivia | 2022        |
| Gualberto Villarroel | Bolivia | 2023        |
| Real Potosí          | Bolivia | 2024 -      |

## Palmarés

### Títulos nacionales
| Título             | Club                 | Año  |
| ------------------ | -------------------- | ---- |
| Copa Simón Bolívar | Gualberto Villarroel | 2023 |